# Stewart Stevenson
James Alexander Stewart Stevenson (conegut com a Stewart Stevenson) (en gaèlic: Seamus Alasdair Stiùbhart MacSteafain) (nascut el 1946) és un polític escocès membre del Parlament d'Escòcia d'ençà el 2001. Stevenson va néixer a Edimburg, criat a la ciutat de Cupar, comtat de Fife i educat a Bell Baxter High School i Universitat d'Aberdeen. Es va presentar a les eleccions per les circumscripcions de Banff i Buchan del 2001 al 2011, i per Banffshire i Buchan des del 2011. Al govern escocès, va ser ministre de transport, infraestructura i canvi climàtic des del maig del 2007 al desembre del 2010, i ministre de medi ambient i canvi climàtic des del maig del 2011 al setembre del 2012.